# Von Pfeffel
von Pfeffel, skrivs även de Pfeffel eller utan adelsprefix, är en tysk-bayersk adelsätt som ursprungligen kommer från Neuburg an der Donau i Bayern. Delar av släktens historia avhandlades i ett avsnitt av den BBC-serien Who Do You Think You Are?.
Familjen härstammar från Johannes Pfeffel (1580–1634) i Neuburg an der Donau. Hans son Conrad Pfeffel (född 1605) var skräddare i Augsburg och var far till en pastor i Freiburg im Breisgau Johann Conrad Pfeffel (1636–1701). Den senares son Johann Conrad (1682–1738) flyttade från Freiburg till närliggande Colmar i Alsace, där han valdes till Buergermeister (borgmästare). Han var far till historikern, advokaten och diplomaten Christian Friedrich Pfeffel von Kriegelstein (1726–1807) och författaren Gottlieb Konrad Pfeffel (1736–1809).
Bland Karl Maximilian von Pfeffels barn fanns Freiherr Christian Hubert Theodor Marie Karl von Pfeffel (1843–1922), som gifte sig med Hélène Arnous de Rivière (1862–1951). De var föräldrar till Marie-Louise von Pfeffel (1882–1944), mormor till den före detta premiärministern Boris Johnson i Storbritannien.